# Moyne River
Moyne River är ett vattendrag i Australien. Det ligger i delstaten Victoria, omkring 250 kilometer väster om delstatshuvudstaden Melbourne.